# Aeroporto Internacional de Qingdao Liuting
OAeroporto Internacional de Qingdao Liuting está localizado na cidade de Qingdao, Província de Xantum, República Popular da China, e serve como principal aeroporto da cidade. Está a cerca de 31 km da cidade de Qindao, e tem atualmente 14 rotas internacionais e 78 domésticas em operação.
De 2004 a 2006, o aeroporto teve uma expansão no seu terminal, além de aumentar as vagas para estacionamento, como parte de sua meta inicial de expandir o Aeroporto de Liuting para uma capacidade de 5,2 milhões de passageiros anuais ou 2400 passageiros por hora e quase 120.000 de carga por ano. A pista teve sua extensão ampliada.

## Linhas Aéreas e Destinos
| Companhias              | Destinos |  |
| ----------------------- | --- |  |
| Air China               | Beijing-Capital, Chengdu, Chongqing, Seoul-Incheon, Shanghai-Hongqiao |  |
| All Nippon Airways      | Osaka-Kansai, Tokyo-Narita |  |
| Asiana Airlines         | Seoul-Incheon |  |
| China Eastern Airlines  | Beijing-Capital, Changsha, Dalian, Fukuoka, Guangzhou, Harbin, Hong Kong, Nagoya-Centrair, Nanjing, Osaka-Kansai, Seoul-Incheon, Shanghai-Hongqiao, Wuhan, Xi'an                                                                       |  |
| China Southern Airlines | Changchun, Changsha, Dalian, Guangzhou, Guilin, Harbin, Ningbo, Shenyang, Shenzhen, Wenzhou, Wuhan, Xi'an, Zhengzhou |  |
| China United Airlines   | Beijing-Nanyuan |  |
| Dragonair               | Hong Kong |  |
| Hainan Airlines         | Ningbo, Shenyang, Taiyuan, Tianjin, Xi'an |  |
| Hong Kong Airlines      | Hong Kong |  |
| Korean Air              | Busan, Seoul-Incheon |  |
| Shandong Airlines       | Beijing-Capital, Busan, Changchun, Chengdu, Chongqing, Daegu, Dalian, Guangzhou, Hangzhou, Harbin, Hefei, Jinan, Linyi, Nanjing, Ningbo, Sanya, Seoul-Incheon, Shanghai-Hongqiao, Shenyang, Shenzhen, Taipei-Taoyuan, Taiyuan, Tianjin |  |
| Shanghai Airlines       | Shanghai-Hongqiao, Shanghai-Pudong, Yanji |  |
| Shenzhen Airlines       | Guangzhou, Shenzhen |  |
| TransAsia Airways       | Taipei-Songshan |  |
| Spring Airlines         | Shanghai-Pudong |  |
| Uni Air                 | Taipei-Taoyuan |  |
| Xiamen Airlines         | Hangzhou, Ningbo |  |

## Acesso
O aeroporto fica 30 km ao norte da cidade, sendo conectado por táxi e ônibus aeroportuário.